# Mistrzostwa Polski w piłce siatkowej mężczyzn (1931)
Mistrzostwa Polski w piłce siatkowej mężczyzn 1931 – 3. edycja rozgrywek o mistrzostwo Polski w piłce siatkowej mężczyzn. Rozgrywki miały formę turnieju rozgrywanego w Warszawie. W turnieju mogły wziąć udział drużyny, które zwyciężyły w eliminacjach okręgowych.

## Rozgrywki
Uczestniczące w mistrzostwach drużyny grały systemem "każda z każdą".
 Wyniki meczów
| Data       | Drużyna 1    | Wynik | Drużyna 2    | Sety  |
| ---------- | ------------ | ----- | ------------ | ----- |
| 28.06.1931 | ŁKS Łódź     | 1:0   | AZS Warszawa | 30:23 |
| 28.06.1931 | ŁKS Łódź     | 1:0   | Cracovia     | 26:20 |
| 28.06.1931 | AZS Warszawa | 1:0   | Cracovia     | 30:18 |

## Skład drużyny mistrza Polski
- ŁKS Łódź: A. Welnitz, P. Linka, R. Chłodziński, S. Olczak, E. Ałaszewski, W. Pęski, W. Krauze, W. Załęski.

## Klasyfikacja końcowa
| Miejsce | Drużyna      |
| ------- | ------------ |
| złoto   | ŁKS Łódź     |
| 2.      | AZS Warszawa |
| 3.      | Cracovia     |